# Нижнее Лабука
Нижнее Лабука — озеро на территории Костомукшского городского округа Республики Карелии.

## Общие сведения
Площадь озера — 12 км², площадь водосборного бассейна — 135 км². Располагается на высоте 225,0 метров над уровнем моря.
Форма озера лопастная, продолговатая: оно вытянуто с севера на юг. Берега изрезанные, каменисто-песчаные, местами заболоченные.
Из озера берёт начало река Пирта, втекающая в реку Вуокинйоки, которая впадает в реку Судно. Последняя впадает в озеро Верхнее Куйто.
В северную оконечность озера втекает безымянная протока, вытекающая из озера Верхней Лабуки. В последнее впадает река Виче, протекающая через озеро Виче.
В озере не менее двух десятков безымянных островов различной площади, однако их количество может варьироваться в зависимости от уровня воды.
Озеро расположено в двух километрах от Российско-финляндской границы.
Код объекта в государственном водном реестре — 02020000811102000004142.

## Дополнительные ссылки
- Озеро Нижнее Лаппука. www.kaliningradgid.ru. Дата обращения: 19 апреля 2020.